# Osterparadoxon
Ein Osterparadoxon oder eine Osterparadoxie besteht, wenn der tatsächliche Frühlingsanfang oder der Frühlingsvollmond nicht an den Tagen eintreten, die dafür im Berechnungsverfahren des Osterdatums verwendet werden, und der berechnete Ostertermin dadurch von dem Termin abweicht, der aus den tatsächlichen Ereignissen folgen würde.
Im Julianischen Kalender betrug die Differenz zwischen tatsächlichen astronomischen Ereignissen und ihrer kalendarischen Wiedergabe im Jahr der Kalenderreform 1582 mehr als eine Woche, was im Rückblick als größerer systematischer Fehler zu bezeichnen ist. Von einem Osterparadoxon, das sich i. d. R. auf eine Abweichung von nur einem Tag bezieht, kann deshalb nur bei Anwendung des Gregorianischen Kalenders gesprochen werden.

## Die Ursachen des Osterparadoxons
Die Definition für den Ostertermin lautet: Ostern ist am ersten Sonntag nach dem ersten Frühlingsvollmond.
Der erste Frühlingsvollmond ist der Vollmond ab dem 21. März, der in der Osterrechnung als fixer Bezugstag anstatt des astronomisch ebenfalls möglichen 20. oder 19. März für den Frühlingsanfang verwendet wird. Als Vollmondtag wird ebenfalls nicht der Tag mit tatsächlich stattfindendem Vollmond verwendet, sondern ein zyklisch vorausbestimmter Tag.
In den ersten Jahrhunderten des Osterfestes war es nicht einfach, Frühlingsanfang und Vollmond auf den Tag genau sicher vorauszusagen. Auf Grund jahrhundertelanger Beobachtungen hatte man aber gute Durchschnittswerte für ihre zeitliche Abfolge gewonnen, mit denen ihr künftiges Eintreffen festgelegt wurde. Die beiden verwendeten durchschnittlichen Perioden sind das Sonnenjahr und der Mondmonat. Die mit Hilfe dieser Perioden festgelegten Ereignisse werden zyklisch genannt. Sie weichen – je nach Berechnungsmethode – in erträglichem Maße von den dann tatsächlich eintretenden, den astronomischen Ereignissen ab.
Mit diesem zyklischen Vorgehen wurden Meinungsverschiedenheiten klein gehalten und es war möglich, bis weit in die Zukunft zu planen. Wegen des organisatorischen Vorteils ist man auch bei der Gregorianischen Kalenderreform nicht davon abgewichen, obwohl man inzwischen genauere Daten (astronomisches Vorgehen) auch für die Zukunft angeben konnte.
Der Frühlingsanfang variiert langsam und relativ wenig. Sein zyklisches Datum ist der 21. März. Astronomische Daten sind innerhalb des Gregorianischen Kalenderzyklus von 400 Jahren der 21. (bis 2100 letztmals im Jahre 2011), der 20. und 2044 bis 2097 mitunter auch der 19. März. Der Mond-Monat variiert relativ schnell zwischen den Werten 29,272 und 29,833 Tagen. Die Kumulation führt aber dazu, dass der astronomische Frühlingsvollmond maximal nur ±1 Tag vom zyklischen Schema (Mondzirkel) abweicht.

## Arten von Osterparadoxa
Osterparadoxa wurden erstmals ausführlich von Ludwig Lange untersucht. Die angegebene Klassifizierung wurde von ihm vorgeschlagen.
1. Ein Osterparadoxon wird nur vom Unterschied zwischen einem astronomischen und einem zyklischen Vollmonddatum, wobei nur die Wochentage Samstag und Sonntag eine Rolle spielen, verursacht.

a) Ein Osterparadoxon besteht, wenn der astronomische Vollmond an einem Samstag, der zyklische Vollmond aber erst am nächsten Tag (ein Sonntag) und das zyklisch bestimmte Ostern somit erst eine Woche später ist: Positive Hebdomadal-Paradoxie (H+) (hebdomadal in der Bedeutung von ein-wöchentlich),

b) Ein Osterparadoxon besteht, wenn ein astronomischer Vollmond an einem Sonntag, der zyklische Vollmond aber schon am Samstag davor und das zyklisch bestimmte Ostern schon an diesem Sonntag ist: Negative Hebdomadal-Paradoxie (H-).
2. a) Ein Osterparadoxon wird nur vom Unterschied zwischen einem astronomischen und einem zyklischen Vollmonddatum, wobei nur der Bezug auf den am 21. März fixierten Frühlingsanfang eine Rolle spielt, verursacht:

Ein Osterparadoxon besteht, wenn der zyklische Vollmond am 21. März, der astronomische aber früher ist und das zyklisch bestimmte Ostern nicht erst nach dem nächsten Vollmonddatum angesetzt wird. 
Lange führt diesen eingrenzenden Fall nicht in seiner Klassifizierung auf.[3] 

b) Ein Osterparadoxon wird sowohl vom Unterschied zwischen einem astronomischen und einem zyklischen Vollmonddatum als auch vom Unterschied zwischen einem astronomischen und einem zyklischen Frühlingsanfang-Datum verursacht. Der Bezug auf den 21. März entfällt.[4] Die astronomischen Daten bei und in der Nähe des Frühlingsanfangs werden direkt miteinander verglichen: 

Ein Osterparadoxon besteht, wenn dieser Vergleich zu einem anderen Ergebnis als die zyklische Methode führt: Positive Äquinoktial-Paradoxie (A+)[5] (Begriff bezieht sich auf das Frühlingsäquinoktium),

Anmerkung:
Bei der zyklischen Osterrechnung werden als Zeitpunkte für Frühlingsanfang und Vollmond nur Kalendertage berücksichtigt, die zudem ein für alle mal im Voraus festgelegt sind. Wollte man diese Bestimmungsvorschrift einhalten, wären auch die astronomischen Zeitpunkte auf den jeweiligen Kalender- bzw. Wochentag zu „runden“. Lange geht strenger vor, indem er z. B. auch die Reihenfolge der beiden Ereignisse bewertet, wenn sie innerhalb eines Tages stattfinden. 

Das Osterparadoxon war ursprünglich ein Teilaspekt der Kritik am Gregorianischen Kalender und seiner Osterrechnung. Sie fand im christlich geprägten Europa statt, so dass die Zuordnung der astronomischen Zeitpunkte zu Kalenderdaten fraglos war. Man bezog unausgesprochen auf das christliche Zentrum Rom. Es lassen sich (wie es beispielsweise Lange tut) zusätzliche Fälle von Osterparadoxien konstruieren, wenn man nicht auf Rom (oder eine andere Stadt ähnlicher geographischer Länge) bezieht. Der Tageswechsel (wichtig, ob noch Samstag oder schon Sonntag oder ob Mitternacht zwischen astronomischem Frühlingsanfang und Vollmond ist) findet rund um die Welt zu verschiedenen Zeitpunkten statt.
Negative Äquinoktialparadoxien (A-) stellen die seltenste Form einer Osterparadoxie dar und treten im Zeitraum von 1583 bis 4000 nur in den beiden Jahren 2353 und 2372 auf.

## Jahre mit Osterparadoxon

### Verzeichnis aller Paradoxien von 1582 bis 2200 für dengregorianischen MeridiannachLange
- A+: 1590, 1666, 1685, 1924, 1943, 1962, 2019, 2038, 2057, 2076*, 2095, 2114, 2133*, 2152, 2171, 2190
- A-: 2353, 2372
- H+: 1629, 1700, 1724, 1744, 1778, 1798, 1876, 1974, 2045, 2069, 2089, 2096
- H-: 1598, 1609, 1622, 1693, 1802, 1805, 1818, 1825, 1829, 1845, 1900, 1903, 1923, 1927, 1954, 1967, 1981, 2049, 2076*, 2106, 2119, 2133*, 2147, 2150, 2170, 2174
  - * In den Jahren 2076 und 2133 treten die A+ und die H- -Paradoxie kombiniert auf (doppelte Paradoxie).

Beispiele:
- 2019 trat die bisher letzte Paradoxie, eine Äquinoktialparadoxie (A+), ein (21. März, in der Osterrechnung als fixer Kalendertag für den Frühlingsbeginn und zyklischer Vollmond: 20. März, also für die zyklische Methode ein Tag zu früh; astronomischer Vollmond: 21. März 02:43 Uhr MEZ.[7][8] Der astronomische Frühlingsbeginn war jedoch 20. März 22:58 Uhr MEZ, also am Tag bzw. 3 Std. 45 Min. vor dem astronomischen Vollmond).[7][9] Die Paradoxie besteht darin, dass der besprochene Vollmond astronomisch bereits Frühlingsvollmond war und Ostersonntag am 24. März hätte sein müssen; bei Anwendung der zyklischen Methode gilt dieser Vollmond aber noch als Wintervollmond.
- Im Jahre 2045 wird der astronomische Frühlingsvollmond am Samstag, dem 1. April, der zyklische einen Tag später sein. Ostern wird deshalb erst am 9. April gefeiert ((H+)-Paradoxie).
- Im Jahre 2049 wird es umgekehrt sein: zyklischer Vollmond am Samstag, dem 17. April; astronomischer Vollmond und Ostern am nächsten Tag ((H-)-Paradoxie).[2]

Quelle Ludwig Lange:

### Betrachtung der Äquinoktialparadoxien von 1583 bis 2200
Die folgende Tabelle vergleicht die hypothetischen, nach exakter astronomischer Berechnung ermittelten Osterdaten mit den realen Osterdaten, die nach der zyklischen Methode des Gregorianischen Kalenders ermittelt wurden. ΔT ist die Differenz zwischen der Dynamischen Zeit (TD) und der Weltzeit (Universal Time UT).
| Jahr | ΔT [min] | Frühlings- äquinoktium [TD] [UT] | Vollmond [UT]  | hypothetisches, astronomisches Osterdatum | Gregorianisches Osterdatum | Differenz Gregorianisches und astronomisches Osterdatum |
| ---- | -------- | -------------------------------- | -------------- | ----------------------------------------- | -------------------------- | ------------------------------------------------------- |
| 1590 | 2        | 20.03. 22h 44m 20.03. 22h 42m    | 21.03. 05h 06m | 25.03.                                    | 22.04.                     | 4 Wochen                                                |
| 1666 | 0        | 20.03. 08h 44m                   | 20.03. 18h01m  | 21.03.                                    | 25.04.                     | 5 Wochen                                                |
| 1685 | 0        | 19.03. 23h 15m                   | 20.03. 17h 46m | 25.03.                                    | 22.04.                     | 4 Wochen                                                |
| 1924 | 0        | 20.03. 21h 20m                   | 21.03. 04h 30m | 23.03.                                    | 20.04.                     | 4 Wochen                                                |
| 1943 | 0        | 21.03. 12h 03m                   | 21.03. 22h 08m | 28.03.                                    | 25.04.                     | 4 Wochen                                                |
| 1962 | 1        | 21.03. 02h 30m 21.03. 02h 29m    | 21.03. 07h 55m | 25.03.                                    | 22.04.                     | 4 Wochen                                                |
| 2019 | 1        | 20.03. 22h 00m 20.03. 21h 59m    | 21.03. 01h 43m | 24.03.                                    | 21.04.                     | 4 Wochen                                                |
| 2038 | 1        | 20.03. 12h 42m 20.03. 12h 41m    | 21.03. 02h 09m | 28.03.                                    | 25.04.                     | 4 Wochen                                                |
| 2057 | 1        | 20.03. 03h 10m 20.03. 03h 09m    | 21.03. 00h 45m | 25.03.                                    | 22.04.                     | 4 Wochen                                                |
| 2076 | 2        | 19.03. 17h 42m 19.03. 17h 40m    | 20.03. 16h 38m | 22.03.                                    | 19.04.                     | 4 Wochen                                                |
| 2095 | 3        | 20.03. 08h 19m 20.03. 08h 16m    | 21.03. 01h 11m | 27.03.                                    | 24.04.                     | 4 Wochen                                                |
| 2133 | 5        | 20.03. 13h 20m 20.03. 13h 15m    | 21.03. 00h 20m | 22.03.                                    | 19.04.                     | 4 Wochen                                                |
| 2152 | 6        | 20.03. 03h 44m 20.03. 03h 38m    | 20.03. 22h 27m | 26.03.                                    | 23.04.                     | 4 Wochen                                                |
| 2171 | 6        | 20.03. 18h 15m 20.03. 18h 09m    | 21.03. 22h 59m | 24.03.                                    | 21.04.                     | 4 Wochen                                                |
| 2190 | 7        | 20.03. 08h 51m 20.03. 08h 44m    | 21.03. 20h 35m | 28.03.                                    | 25.04.                     | 4 Wochen                                                |

### Gültigkeitsbereiche von Paradoxien
Während Äquinoktialparadoxien prinzipiell global (unbeschränkt) auftreten, können Hebdomadalparadoxien entweder global oder örtlich beschränkt auftreten. Bei den folgenden Betrachtungen wird die mittlere Ortszeit und der bürgerliche Tageswechsel bei Mitternacht wie bei Lange zu Grunde gelegt. Der jeweilige Längengrad, für den zum Zeitpunkt des betrachteten Vollmondes nach mittlerer Ortszeit Mitternacht ist, ist die Paradoxiegrenze. Positive Hebdomadalparadoxien (H+), die örtlich beschränkt sind, gelten von einer Paradoxiegrenze (Längengrad) westwärts bis zur Datumsgrenze. Örtlich beschränkte negative Hebdomadalparadoxien (H-)  gelten dagegen von einer Paradoxiegrenze an ostwärts bis zur Datumsgrenze. Auf den jeweils anderen Seiten der Paradoxiegrenze (östlich bei H+, westlich bei H-) tritt keine Paradoxie auf, d. h. die zyklische und astronomische Osterrechnung führen zum selben Ergebnis. Globale (unbeschränkte) Hebdomadalparadoxien haben keine Paradoxiegrenze und treten weltweit auf.
Der Zusammenstellung liegen die Zeitpunkte der Vollmonde nach L. Lange (bis 2000) und F. Espenak (nach 2001) zu Grunde. Die Paradoxiegrenzen wurden von Lange bis 2000 angegeben und übernommen. Da die Vollmonddaten auf eine Minute genau angegeben sind, können die Paradoxiegrenzen auf ein Viertel Grad genau wie bei Lange angegeben werden. Paradoxiegrenzen ab 2001 können aus den angegebenen Vollmonddaten leicht berechnet werden. Beispiel: Vollmond um 00h 00m UT, ergibt Paradoxiegrenze 0,00 Grad (Nullmeriadian); pro Stunde nach Mitternacht (von Samstag nach Sonntag) verschiebt sich die Paradoxiegrenze um 15,00° nach Westen bzw. pro Stunde vor Mitternacht um 15,00° nach Osten.
Quelle Ludwig Lange:

#### Gregorianische H+ -Paradoxien von 1801 bis 2200: paradox westlich der angegebenen Paradoxiegrenze
| Jahr | Vollmond [UT] bis 2000 ab 2001 | Paradoxiegrenze | hypothetisches, astronomisches Osterdatum | Gregorianisches Osterdatum (siehe oben) | Anmerkungen                  |
| ---- | ------------------------------ | --------------- | ----------------------------------------- | --------------------------------------- | ---------------------------- |
| 1876 | Sa 08.04. 19h 38m              | 065,50° O       | 09. April                                 | 16. April                               |                              |
| 1974 | Sa 06.04. 20h 58m              | 045,50° O       | 07. April                                 | 14. April                               |                              |
| 2045 | Sa 01.04. 18h 43m              | 079,25° O       | 02. April                                 | 09. April                               |                              |
| 2069 | Sa 06.04. 16h 13m              | 116,75° O       | 07. April                                 | 14. April                               |                              |
| 2089 | Sa 26.03. 09h 21m              |                 | 27. März                                  | 03. April                               | global unbegrenzte Paradoxie |
| 2096 | Sa 07.04. 18h 19m              | 085,25° O       | 08. April                                 | 15. April                               |                              |

#### Gregorianische H- -Paradoxien von 1801 bis 2200: paradox östlich der angegebenen Paradoxiegrenze
| Jahr | Vollmond [UT] bis 2000 ab 2001      | Paradoxiegrenze       | hypothetisches, astronomisches Osterdatum | Gregorianisches Osterdatum (siehe oben) | Anmerkungen |
| ---- | ----------------------------------- | --------------------- | ----------------------------------------- | --------------------------------------- | --- |
| 1802 | So 18,04. 02h 33m                   | 038,25° W             | 25. April                                 | 18. April                               | |
| 1805 | Sa 13.04. 23h 43m                   | 004,25° O             | 21. April                                 | 14. April                               | |
| 1818 | So 22.03. 14h 07m                   | 211,75° W (148,25° O) | 29. März                                  | 22. März                                | fast global paradox; nicht paradox nur für kleine Gebiete, westlich der Paradoxiegrenze, die östlich (auf der amerikanischen Seite) der damals stark nach Westen verschobenen Datumsgrenze lagen, z. B. Philippinen, Marianen |
| 1825 | So 03.04. 06h 25m                   | 096,25° W             | 10. April                                 | 3. April                                | |
| 1829 | So 19.04. 06h 19m                   | 094,75° W             | 26. April                                 | 19. April                               | |
| 1845 | So 23.03. 16h 18m                   |                       | 30. März                                  | 23. März                                | global unbegrenzte Paradoxie |
| 1900 | So 15.04. 01h 02m                   | 015,50° W             | 22. April                                 | 15. April                               | |
| 1903 | So 12.04. 00h 18m                   | 004,50° W             | 19. April                                 | 12. April                               | |
| 1923 | So 01.04. 13h 08m                   |                       | 08. April                                 | 01. April                               | global unbegrenzte Paradoxie |
| 1927 | So 17.04. 03h 34m                   | 053,50° W             | 24. April                                 | 17. April                               | |
| 1954 | So 18.04. 05h 47m                   | 086,75° W             | 25. April                                 | 18. April                               | |
| 1967 | So 26.03. 03h 19m                   | 049,75° W             | 02. April                                 | 26. März                                | |
| 1981 | So 19.04. 07h 56m                   | 119,00° W             | 26. April                                 | 19. April                               | |
| 2049 | So 18.04. 01h 05m                   | 016,25° W             | 25. April                                 | 18. April                               | |
| 2076 | Fr 20.03. 16h 38m So 19.04. 06h 30m | 097,50° W             | 22. März (A+) 26. April (H-)              | 19. April                               | zusätzlich globale A+ -Paradoxie, d. h. Doppelparadoxie (A+ - und H- -Paradoxie) östlich der Paradoxiegrenze, sonst nur A+ -Paradoxie                                                                                         |
| 2106 | So 18.04. 08h 22m                   | 125,50° W             | 25. April                                 | 18. April                               | |
| 2119 | So 26.03. 23h 58m                   |                       | 02. April                                 | 26. März                                | global unbegrenzte Paradoxie |
| 2133 | Sa 21.03. 00h 20m So 19.04. 12h 36m | 189,00° W (171,00° O) | 22. März (A+) 26. April (H-)              | 19. April                               | zusätzlich globale A+ -Paradoxie, d. h. globale Doppelparadoxie (A+ und H- -Paradoxie). Die westlichste Ausbeulung der Datumsgrenze wegen der Aleuten-Inseln reicht nur bis 188° W (172° O)                                   |
| 2147 | So 16.04. 03h 13m                   | 048,25° W             | 23. April                                 | 16. April                               | |
| 2150 | So 12.04. 00h 17m                   | 004,25° W             | 19. April                                 | 12. April                               | |
| 2170 | So 01.04. 06h 40m                   | 100,00° W             | 08. April                                 | 01. April                               | |
| 2174 | So 17.04. 07h 04m                   | 106,00° W             | 24. April                                 | 17. April                               | |

Zur Nachprüfung eignen sich die beiden unter Weblinks angegebenen Programme. Sie sind gemeinsam anzuwenden.